# Aeroportul Zyryanka
Aeroportul Zyryanka (IATA: ZKP, ICAO: UESU) este un aeroport din Iacutia, Rusia ce deservește zona Zîreanka⁠(d). A fost numit după zona deservită.
aeroportul dispune de o singură pistă.